# São Miguel Arcanjo (San Paolo)
São Miguel Arcanjo è un comune del Brasile nello Stato di San Paolo, parte della mesoregione Macro Metropolitana Paulista e della microregione di Piedade.